# 乔峰
喬峰，得知自己為契丹人後改名蕭峰，金庸武侠小说《天龙八部》男主角之一，金庸小說武功絕頂的高手之一，也是金庸作品中唯一一位甫出場已經武功蓋世的主角。身材魁偉、濃眉大眼、高鼻闊口、一張四方的國字臉，顧盼之際極有威勢，俠之大者的作風磊落豪爽，長年成為讀者心中人氣最高的領軍角色。原為丐幫幫主，降龍十八掌威震武林。江湖上素有「北乔峰，南慕容」之稱，與背景顯赫的慕容復齊名。路上遇到段譽、虛竹，意氣相投義結金蘭，排行大哥。受喬三槐夫婦撫養成長，因被揭發身世為契丹人，受到漢地江湖中人諸般誣衊和唾棄。與阿朱共患難後培養出深刻感情，同時恢復原姓蕭氏。但遭人設計誤導以為段正淳是「帶頭大哥」，阿朱擔心蕭峰若開罪大理段氏會後患無窮，遂易容成自己生父相會並被親手誤殺，臨逝前囑咐照看妹妹阿紫。阿紫情傾姐夫，但蕭峰對阿朱專念不忘，亦不太喜歡阿紫的蛇蠍之心，不過仍然攜她同行。後來到訪女真族部落，又與遼國君主耶律洪基結為兄弟，并在平亂中立下大功，被封為「南院大王」。率領「燕雲十八騎」重返中原，於少室山一戰霸氣盡露，並解開身世之謎。最終為阻止遼國入侵宋國而反叛，有感忠義兩難全，遂於雁門關自殺了結悲劇一生。對應八部的「天眾」。

## 生平
喬峰生父是蕭遠山，由喬三槐收养，曾有未婚妻子阿朱，并有義弟虛竹、段譽、完顏阿骨打（金太祖），義兄耶律洪基（後來一刀二斷）。
萧姓为契丹后族（太后萧氏一族），萧氏父子是契丹贵族。喬峰九月重阳节左右出生。然而，蕭峰生母是漢人，所以也承其血統。
喬峰自幼聰明伶利，武功极高；江湖上與姑蘇慕容氏家主慕容復齊名，「北喬峰，南慕容」只要是武林人士盡皆朗朗上口。
七岁时師從少林寺玄苦大師，後加入丐幫，丐幫前代幫主「劍髯」汪劍通因為深知喬峰是契丹後裔，所以十分提防，並給予喬峰「三大難題」、「七大功勞」的考驗。
後來喬峰立下很多汗馬功勞，仁義兼備，并于那一年泰山大会连创九名强敌，为丐帮解困，獲汪劍通推選為新幫主，期间掌管丐帮八年，一直率领丐帮抗击契丹，其間吒叱風雲，是領導武林羣雄的泰山北斗。
常年在中原北方活動，以幫助北宋抗擊外敵為己任，表現出許多非凡的氣概和事迹，是極其高大的英雄形象。
在無錫城松鶴樓中與大理国皇子段譽志趣相投，義結金蘭。
在杏子林丐幫大會中得知自己是契丹人後，黯然離去，其后在途中結識姑蘇慕容氏二婢之一：主人阿朱。
後來因養父養母和師父被「大惡人」殺害而被冤枉為兇手。
去少林寺探望師父時，發現師父已死，躲在菩提院佛像後時，被少林派掌門人玄慈方丈、達摩院首座玄難和戒律院首座玄寂發現，遭到三高僧圍攻，玄慈使出少林七十二绝技之一「大金剛掌」擊來時，喬峰無意間將阿朱連累，使其受了重傷。
為了求「閻王敵」薛慕華神醫醫治阿朱，不顧聚賢莊群豪正準備討伐他，毅然孤身拜莊，最後被迫於聚賢莊上以一敵百，喬峰雖曾立誓不殺漢人，但不得不大開殺戒，面對三百餘人，只得拼命相摶，自己亦為護阿朱而受傷，幸獲黑衣大漢「恩公」救回。
傷癒後上雁門關觀看生父留下字跡，卻發現字跡已被抹去，而阿朱居然守候於此五日五夜！受阿朱情意深深感動的喬峰，與阿朱攜手下山，相互愛戀。
后经天台山智光大师告知姓氏，自此恢复“萧”姓，更名「蕭峰」，之後努力追查殺害養父母及師父兇手，卻因丐幫副幫主馬大元夫人康敏的誤導，以為段正淳是「帶頭大哥」，此后小镜湖遭遇阴差阳错， 以致錯手殺死阿朱。不久又误伤阿紫，因而奔往长白山挖掘人参为其治伤，机缘巧合與契丹皇帝耶律洪基結為兄弟。
後因消彌遼國政變，蕭峰以一敵百抵抗千兵萬馬，箭殺遼國南院大王「楚王」耶律涅魯古，擒拿遼國天下兵馬大元帥耶律重元，及救回耶律洪基一命，蕭峰獲封為遼國南院大王，居於佑聖宮，多個月以來忙於處理軍務。
蕭峰得知阿紫失蹤後，四處查探，查到阿紫在少林寺後，便立刻率領「燕雲十八騎」直闖少林寺武林大會，使出「降龍十八掌」中的「亢龍有悔」擊開星宿派創派師祖「星宿老怪」丁春秋而救到阿紫，並從玄慈方丈口中得知他就是「帶頭大哥」，蕭峰遭受「南慕容」慕容復、「星宿老怪」丁春秋和丐幫下代幫主莊聚賢圍攻，蕭峰無惧三高手，掌击丁春秋，斜劈慕容复，拳打莊聚賢，三招擊退三大絕頂高手，但自知久戰必定不敵，幸得兩義弟虛竹和段譽引走丁春秋和慕容復，蕭峰和莊聚賢单打独斗，立时便大占上风，只是蕭峰的「降龍十八掌」和他的「冰蚕毒掌」硬拚数掌時，都不禁寒气袭体，蕭峰乘莊聚賢举掌全力相迎之际，倏地横扫一腿，两支小腿胫骨同时折断，便即摔倒。
此时蕭遠山突然出现，萧峰从他口中查明自己身世，原來「大惡人」和「恩公」都是生父，當年雁門關一役亂報謊言之人為慕容博、帶頭大哥為玄慈。
後來耶律洪基欲迫喬峰攻打大宋，蕭峰不從，而耶律洪基的妻子穆皇后欺騙阿紫，使其誤讓蕭峰喝下毒藥，不久蕭峰想帶阿紫逃出南京，但因毒性發作被抓住並關進鐵籠裡，後被大理國三公之一的華赫艮挖地道救了他出去，他的義弟虛竹與段誉也分別帶了大理武士與靈鴛宮的人前來搭救，然後一路被遼軍追擊直到雁門關前，想要進關守城武將卻不開城門，說是怕有遼國奸細，群雄憤怒，這時段譽和虛竹以擒拿法制住了耶律洪基並脅迫他下令終生不許遼軍一兵一卒越過宋遼疆界，可是蕭峰認為自己為了助宋而反遼，忠義兩難全，於是最後決定自盡於雁門關前，死後其屍體由阿紫抱起並一同墜入埋葬喬峰之母的關外深谷中。

## 性格
喬峰（1062年—1095年）（根据新修版段誉的生日推断）。
而據史料記載，耶律洪基出生於1032年，遼道宗耶律洪基比喬峰年长13歲（修訂版）或8歲（新修版），所以喬峰应该是1045或1040年出生。
喬峰外表看似粗豪，但其實心思極為缜密，善於觀察細節，做事三思而後行。
為人重情重義，義薄雲天，恩怨分明，英氣逼人，豪氣勃發，亦心存慈悲仁心。
喜結交朋友，金蘭之交包括虛竹、段譽、耶律洪基、完顏阿骨打等人。
喬峰亦嗜酒，千杯不醉，是以其酒量之高，與段譽之「六脈神劍」鬥酒之處可見得到。

## 感情
喬峰為一代豪傑，「兒女情短，英雄氣長」，在江湖游走之際雖然頗享盛名，但是卻無半位紅粉知己。
喬峰與姑蘇慕容婢女阿朱首次於無錫杏子林中相見，而後在少林寺中，喬峰因無意造成阿朱中了玄慈方丈的「大金剛掌」，千方百計以內力醫治阿朱，甚至不視武林群豪敵視前往聚賢莊求醫。
在莊中大開殺戒後，阿朱被薛神醫救回，並且趕路至雁門關外等候喬峰五天五夜，兩人爾後相處逐漸對彼此傾心，約定在喬峰報仇後兩人雙赴關外不問世事、專牧牛羊、與世無爭。
不料喬峰誤將段正淳視為大仇人，阿朱為救父，更為情郎(當慕容復在少室山上被段譽以六脈神劍輕易打得全無還手之力，喬峰突然醒悟阿朱所以殉身不止因為救父，更因為害怕若自己殺掉段氏人物，段氏高手以六脈神劍尋仇時喬峰萬難抵擋)，甘願假扮段正淳讓喬峰打死，悲嘆「塞上牛羊空許約」！
喬峰應阿朱臨死之願照顧阿紫，阿紫隨著相處時間越久亦暗戀喬峰，然而喬峰始終深愛阿朱，對於阿紫只有兄妹之情。

## 身世
喬峰原為遼人蕭遠山之子。在其滿月之日，萧远山举家前往丈母娘家探亲，行經雁門關时，遭到玄慈、汪劍通所率領的二十一个武林高手襲擊，喬峰之母因而遇难身亡。其父悲愤之际，血屠其中十七人，最终念及南朝汉人师恩，留下玄慈、汪剑通、智光及赵钱孙四人性命，随后抱著妻儿屍體跳入深谷中，半途发现其子性命犹在，是以将幼子抛回汪剑通怀中。玄慈、汪剑通、智光3人后来查明真相，情知错杀萧远山一家，于心有愧，便将萧远山幼子送至少室山下一戶農家喬三槐與其妻子撫養。此后乔峰在玄慈等人安排下，7岁拜师少林高僧玄苦，16岁时转由汪剑通授艺，后历经3大难题、7大功劳得以接过丐帮帮主之位。乔峰在位8年，后为康敏陷害，在杏子林里藉由智光大师之口终于得知自己契丹人身份。

## 武功
乔峰身兼少林、丐幫兩家武功之長；絕學為丐幫代代相傳的「降龍十八掌」、「打狗棒法」，还有少林「龍爪手」、「降魔掌」。
金庸先生本人在新三版的《倚天屠龙记》中曾评价乔峰的整体武功水平为“武功盖世”：「丐帮神功降龙十八掌，在北宋年间本为二十八掌，当时帮主喬峰武功盖世，却因契丹人身份遭驱除出帮，他去繁就简，将二十八掌减了十掌，成为降龙十八掌，由义弟灵鹫宫虚竹子代传，由此世代传承。」另外，从书中对乔峰多次對敵的描写，除聚賢莊上孤身力敵三百多名武林高手這樣的極端情勢外，幾乎從不落於下風並鮮有負傷。及至少室山大會時，場上數千中原豪傑中，大半均欲取其性命，卻遲遲未有人敢於上前挑戰，作者說是因：「眾人均知縱使最後定能將蕭峰誅殺，但頭上數十人卻也定要死在他掌下。」這裡所說的「眾人」幾乎已包括了當代武林中所有高手，其中卻無一人認為自己能力敵蕭峰，甚至都認定頭上數十人必死。蕭峰唯一敗仗乃是於藏經閣對戰無名掃地僧，唯他雖不敵無名僧，卻是場上唯一能把對方打傷的人，以致無名僧亦出言讚賞蕭峰武功，獲得“武功第一”（少林五老）、“天下无敌”（萧远山）等等评价。
降魔掌（世纪新修版）
少林七十二絕技之一，为少林寺第八代方丈元元大师所创，出掌輕柔，若有若沒。
龍爪手
少林七十二绝技之一，为擒拿手法。 
擒龍功
可以凌空取物，夺人兵刃。
排云双掌（出自修订版，又称三联版）
乔峰的得意功夫，掌掌凌厲，霸氣十足。
太祖長拳
「宋太祖」趙匡胤所創的武功，总共六十四招，每一招皆相互克制。
打狗棒法
丐幫鎮幫之寶，是丐幫幫主代代相傳的武功，輕動靈便，變化精微，招術奇妙，共有絆、劈、纏、戳、挑、引、封、轉八訣，喬峰鮮有施展。
降龍廿八掌（世纪新修版）/降龍十八掌（修订版中为“天下阳刚第一”的掌法）
丐幫鎮幫神功，對應天上二十八星宿，是一门高深武学，既非至刚，又非至柔，兼具儒家与道家的两门哲理。喬峰就是憑此功橫行江湖。
而後「降龍廿八掌」經喬峰及其義弟虛竹去繁存菁，成為「降龍十八掌」後，更顯精要且掌力更厚。
新修版《射鵰英雄傳》第十二回中，已較前二版加释「北宋年間，丐幫幫主蕭峰以此（降龍十八掌）邀鬥天下英雄，極少有人能擋得他三招兩式，氣蓋當世，群豪束手」

## 相關人物
|        |        |        |        |        |        |  |  |        |        |        |        |        |        |  |  |        |        |        |        |        |        |  |  |        |        |        |        |        |        |  |  |
|        |        |        |        |        |        |  |  |        |        |        |        |        |        |  |  |        |        |        |        |        |        |  |  |        |        |        |        |        |        |  |  |
| 蕭遠山 | 蕭遠山 | 蕭遠山 | 蕭遠山 | 蕭遠山 | 蕭遠山 |  |  | 阮星竹 | 阮星竹 | 阮星竹 | 阮星竹 | 阮星竹 | 阮星竹 |  |  | 段正淳 | 段正淳 | 段正淳 | 段正淳 | 段正淳 | 段正淳 |  |  | 段正明 | 段正明 | 段正明 | 段正明 | 段正明 | 段正明 |  |  |
| 蕭遠山 | 蕭遠山 | 蕭遠山 | 蕭遠山 | 蕭遠山 | 蕭遠山 |  |  | 阮星竹 | 阮星竹 | 阮星竹 | 阮星竹 | 阮星竹 | 阮星竹 |  |  | 段正淳 | 段正淳 | 段正淳 | 段正淳 | 段正淳 | 段正淳 |  |  | 段正明 | 段正明 | 段正明 | 段正明 | 段正明 | 段正明 |  |  |
|        |        |        |        |        |        |  |  |        |        |        |        |        |        |  |  |        |        |        |        |        |        |  |  |        |        |        |        |        |        |  |  |
|        |        |        |        |        |        |  |  |        |        |        |        |        |        |  |  |        |        |        |        |        |        |  |  |        |        |        |        |        |        |  |  |
| 喬峰   | 喬峰   | 喬峰   | 喬峰   | 喬峰   | 喬峰   |  |  | 阿朱   | 阿朱   | 阿朱   | 阿朱   | 阿朱   | 阿朱   |  |  | 阿紫   | 阿紫   | 阿紫   | 阿紫   | 阿紫   | 阿紫   |  |  |        |        |        |        |        |        |  |  |
| 喬峰   | 喬峰   | 喬峰   | 喬峰   | 喬峰   | 喬峰   |  |  | 阿朱   | 阿朱   | 阿朱   | 阿朱   | 阿朱   | 阿朱   |  |  | 阿紫   | 阿紫   | 阿紫   | 阿紫   | 阿紫   | 阿紫   |  |  |        |        |        |        |        |        |  |  |

## 原型
在辽道宗耶律洪基讨平耶律重元的叛乱中救驾的耶律仁先，后被封为辽朝宋王、北院枢密使，可能为乔峰的历史原型之一。

## 影視形象

### 劇集
- 梁家仁：香港無綫電視《天龍八部》（1982年）
- 惠天賜：台灣中視《天龍八部》（1990年）
- 黃日華：香港無線電視《天龍八部》（1997年）
- 胡軍：江蘇省廣播電視總台、九洲音像出版公司聯合出品《天龍八部》（2003年）
- 鍾漢良：中國大陸華策影視、東陽大千影視聯合出品《天龍八部》（2013年）
- 楊祐寧：中國大陸新麗傳媒《新天龍八部》（2021年）

### 電影
- 徐少強：《新天龍八部》（1982年），新世紀電影公司
- 甄子丹：《天龍八部之喬峰傳》（2023年），東方影業